# Live in London
Live in London er et livealbum af det britiske heavy metal-band Judas Priest, som blev udgivet i 2003. Det er bandets andet og sidste livealbum med vokalisten Tim "Ripper" Owens, inden de blev genforenet med Rob Halford.

## Spor
Alle sange er skrevet af Rob Halford, K.K. Downing og Glenn Tipton medmindre andet er noteret.

### Disk et
1. "Metal Gods" – 4:37
2. "Heading Out to the Highway" – 4:13
  - Bonusspor
3. "Grinder" – 4:04
  - Bonusspor
4. "A Touch of Evil" (Halford, Downing, Tipton, Chris Tsangarides) – 5:58
5. "Blood Stained" (Downing, Tipton) – 5:11
6. "Victim of Changes" (Al Atkins, Halford, Downing, Tipton) – 10:08
7. "The Sentinel" – 5:31
  - Bonusspor
8. "One on One" (Downing, Tipton) – 6:05
9. "Running Wild" (Tipton) – 3:19
10. "The Ripper" (Tipton) – 3:31
11. "Diamonds & Rust" (Joan Baez) – 4:13
12. "Feed on Me" (Tipton) – 5:25
13. "The Green Manalishi (With the Two-Pronged Crown)" (Peter Green) – 4:51
  - Bonusspor

### Disk to
1. "Beyond the Realms of Death" (Halford, Les Binks) – 7:15
  - Bonusspor
2. "Burn in Hell" (Downing, Tipton) – 5:22
3. "Hell Is Home" (Downing, Tipton) – 5:47
4. "Breaking the Law" – 2:47
5. "Desert Plains" – 4:25
6. "You've Got Another Thing Comin'" – 5:20
  - Bonusspor
7. "Turbo Lover" – 5:39
8. "Painkiller" – 7:17
9. "The Hellion" – 0:36
  - Bonusspor
10. "Electric Eye" – 3:35
  - Bonusspor
11. "United" – 2:55
12. "Living After Midnight" – 5:13
13. "Hell Bent for Leather" (Tipton) – 5:47

## Musikere
- Tim "Ripper" Owens – Vokal
- K.K. Downing: Guitar
- Glenn Tipton: Guitar
- Ian Hill: Bas
- Scott Travis – Trommer